# 寺部城
寺部城（てらべじょう）は、愛知県豊田市寺部町にあった日本の城（平城）。2008年（平成20年）6月2日付けで豊田市指定史跡。

## 歴史

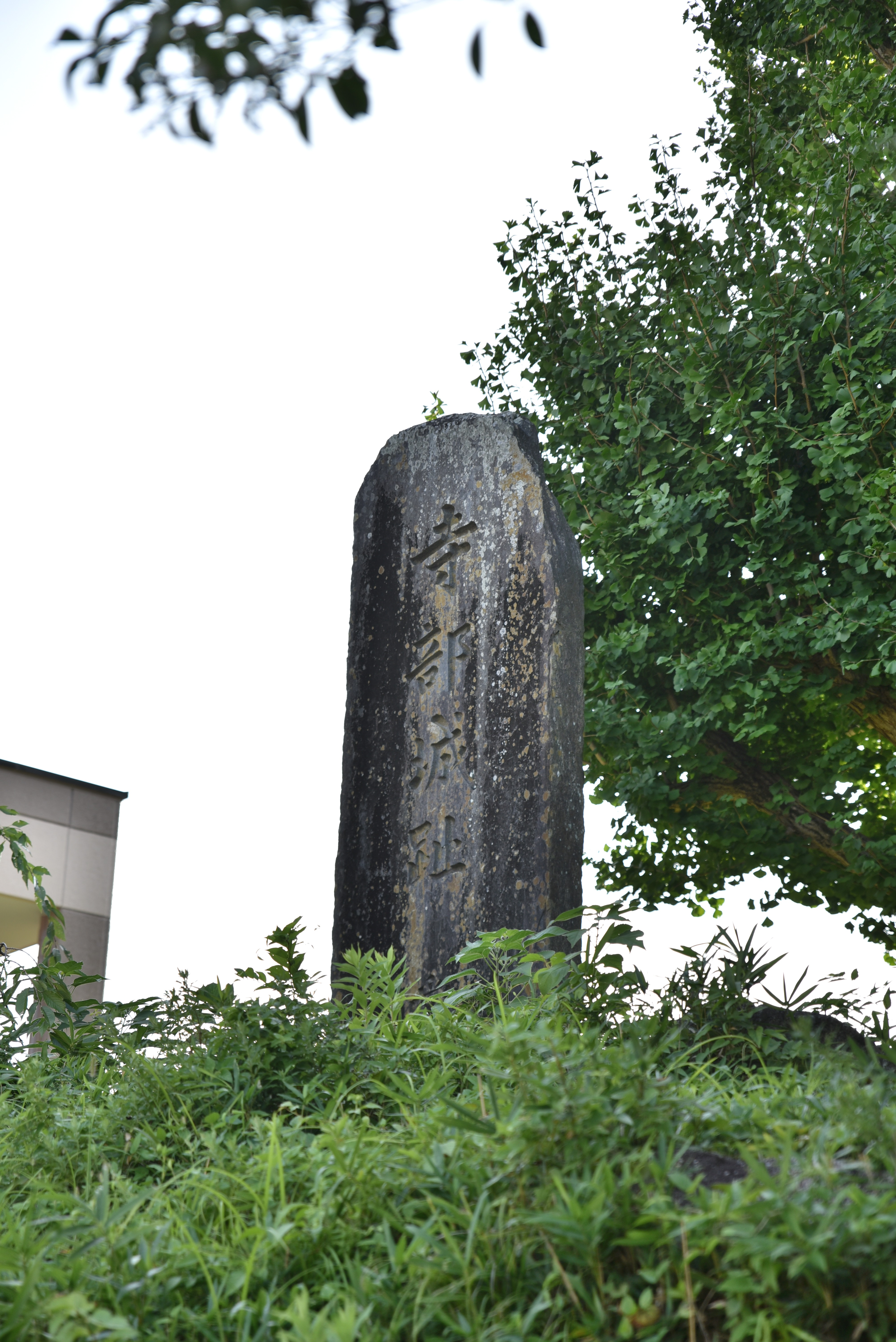
寺部城址の石碑

寺部城は、文明年間（1469-1487年）に鈴木重時（下野守）によって築かれた。寺部鈴木氏は、寺部城を本拠に高橋荘東部を支配して、同地域に勢力を拡大しようとする松平氏と対立した。
天文2年（1533年）には岩津城（愛知県岡崎市岩津町）外で、鈴木重教は松平清康と戦うなどしていたが、三河に進出した今川義元に服属。しかし織田信長が台頭すると織田氏側に付いて離反したため、今川勢に攻められ、永禄元年（1558年）には鈴木重辰が松平重吉・元信と戦うなど、松平氏との攻防を繰り返した（寺部城の戦い）。重教の子重政は、今川氏に服属するが、桶狭間の戦い以後の今川氏の退潮に伴って没落。
城は、永禄9年（1566年）、織田氏の重臣佐久間信盛によって攻められ落城した。寺部鈴木氏は松平氏の臣下となった。
その後、慶長15年（1618年）に尾張徳川家家老の渡辺守綱が寺部に入封し、1万4千石を領した。守綱は、寺部城址に寺部陣屋を構えて、以後渡辺氏が代々相続して明治時代まで至った。和泉国伯太藩の大名渡辺家は分家にあたる。

## 現在
現在の城址は、寺部城址の森公園となっている。陣屋門が移築現存している。また、書院・又日亭は、豊田市内の七州城（挙母城）敷地内に移設復元されている。